# 高橋沙也加
髙橋 沙也加（たかはし さやか、1992年7月29日 - ）は、日本の女子バドミントン選手。奈良県橿原市出身。左利き。富山市立和合中学校、富山県立高岡西高等学校卒業。日本ユニシスバドミントン部所属。2013年から日本代表に選出されている。
姉は同じく日本ユニシス所属のバドミントン選手である髙橋礼華。

## 経歴
奈良県橿原市の橿原ジュニアでバドミントンを始める。
2007年、富山市立和合中学校では、全国中学校バドミントン大会でシングルス優勝。
2008年、高岡西高等学校では、全日本ジュニアバドミントン選手権大会でダブルス優勝。2009年、インターハイでダブルス優勝。2010年、全国高等学校選抜大会、インターハイでシングルス優勝。
2011年、パナソニックに入社。全日本社会人選手権大会でシングルス優勝。
2012年、オーストリア国際、大阪国際、モルディブ国際、スコットランド国際でシングルス優勝。全日本社会人選手権大会でシングルス3位。
2013年、2013年度からのパナソニックバドミントンチーム活動休止により、2月1日付で日本ユニシスに移籍。オーストラリア・オープンでシングルス優勝。アジア選手権、中国マスターズでシングルス3位。全日本社会人選手権大会でシングルス優勝。
2014年、ドイツオープンでシングルス優勝。アジア選手権でシングルス3位。

## 主な成績

### アジア選手権
女子シングルス
| 年   | 会場                          | 対戦相手       | スコア              | 成績     |
| ---- | ----------------------------- | -------------- | ------------------- | -------- |
| 2014 | 金泉室内体育館 (韓国・金泉市) | ソン・ジヒョン | 21–23, 13–21        | 銅メダル |
| 2013 | 台北アリーナ (台湾・台北市)   | 李雪芮         | 18–21, 21–18, 12–21 | 銅メダル |

### BWFワールドツアー
女子シングルス
| 年   | トーナメント               | レベル      | 対戦相手 | スコア              | 成績   |
| ---- | -------------------------- | ----------- | -------- | ------------------- | ------ |
| 2018 | ヨネックス秋田マスターズ   | スーパー100 | 漆崎真子 | 21–11, 13–21, 21–18 | 優勝   |
| 2018 | シンガポール・オープン     | スーパー500 | 高昉洁   | 25–23, 21–14        | 優勝   |
| 2018 | カナダ・オープン           | スーパー100 | 李雪芮   | 20–22, 21–15, 17–21 | 準優勝 |
| 2018 | ニュージーランド・オープン | スーパー300 | 張芸曼   | 21–13, 21–14        | 優勝   |
| 2018 | スイス・オープン           | スーパー300 | 仁平菜月 | 21–12, 21–18        | 準優勝 |

### BWFグランプリ
女子シングルス
| 年   | トーナメント             | 対戦相手                       | スコア             | 成績   |
| ---- | ------------------------ | ------------------------------ | ------------------ | ------ |
| 2017 | ベトナム・オープン       | ティーチャン・ブティ           | 21–9, 21–14        | 優勝   |
| 2015 | マレーシア・マスターズ   | 奥原希望                       | 13–21, 17–21       | 準優勝 |
| 2014 | ドイツ・オープン         | ソン・ジヒョン                 | 21–17, 8–21, 21–12 | 優勝   |
| 2013 | オーストラリア・オープン | ニチャオン・ジンタポル         | 24–22, 21–10       | 優勝   |
| 2012 | カナダ・オープン         | 奥原希望                       | 8–21, 16–21        | 準優勝 |
| 2012 | マレーシア・マスターズ   | ブサナン・オングブンルングパン | 17–21, 20–22       | 準優勝 |

  BWFグランプリゴールド・トーナメント
  BWFグランプリ・トーナメント

### BWFインターナショナルチャレンジ/シリーズ
女子シングルス
| 年   | トーナメント                     | 対戦相手           | スコア              | 成績 |
| ---- | -------------------------------- | ------------------ | ------------------- | ---- |
| 2017 | 大阪インターナショナル           | イ・チャンミ       | 21–16, 21–18        | 優勝 |
| 2017 | ポルトガル・インターナショナル   | 星千智             | 21–10, 21–15        | 優勝 |
| 2016 | マレーシア・インターナショナル   | ホウ・イェン・メイ | 21–17, 21–11        | 優勝 |
| 2015 | 大阪インターナショナル           | 佐藤冴香           | 21–11, 15–21, 29–27 | 優勝 |
| 2015 | ポルトガル・インターナショナル   | 大堀彩             | 21–13, 21–14        | 優勝 |
| 2012 | スコットランドオープン           | キム・ヒョミン     | 21–6, 21–8          | 優勝 |
| 2012 | モルディブ・インターナショナル   | 脇田侑             | 21–17, 21–16        | 優勝 |
| 2012 | 大阪インターナショナル           | 橋本由衣           | 22–20, 21–19        | 優勝 |
| 2012 | オーストリア・インターナショナル | チャン・ツーカ     | 21–17, 21–9         | 優勝 |

  BWFインターナショナルチャレンジ・トーナメント
  BWFインターナショナルシリーズ・トーナメント